# Brachistosternus pehuenche
Espèce
Brachistosternus pehuenche est une espèce de scorpions de la famille des Bothriuridae.

## Distribution
Cette espèce est endémique de la région du Maule au Chili. Elle se rencontre dans la vallée du Maule entre 1 000 et 1 800 m d'altitude.

## Description
Le mâle paratype mesure 45,18 mm et la femelle paratype 46,89 mm, les mâles mesurent de 50 à 58 mm et les femelles de 50 à 58 mm.

## Systématique et taxinomie
Cette espèce a été décrite par Ojanguren Affilastro, Alfaro, Iuri, Camousseigt-Montolivo et Pizarro-Araya en 2025.

## Étymologie
Cette espèce est nommée en l'honneur des Pehuenche.

## Publication originale
- Ojanguren Affilastro, Alfaro, Iuri, Camousseigt-Montolivo & Pizarro-Araya, 2025 : « Description of Brachistosternus pehuenche sp. nov. (Scorpiones, Bothriuridae), a new scorpion species from the upper Maule Valley, in the southern Chilean Andes. » Zoosystematics and Evolution, vol. 101, no 3, p. 969–981 (texte intégral).